# 格拉布峰
46°56′18″N 11°36′53″E / 46.93834°N 11.6146°E

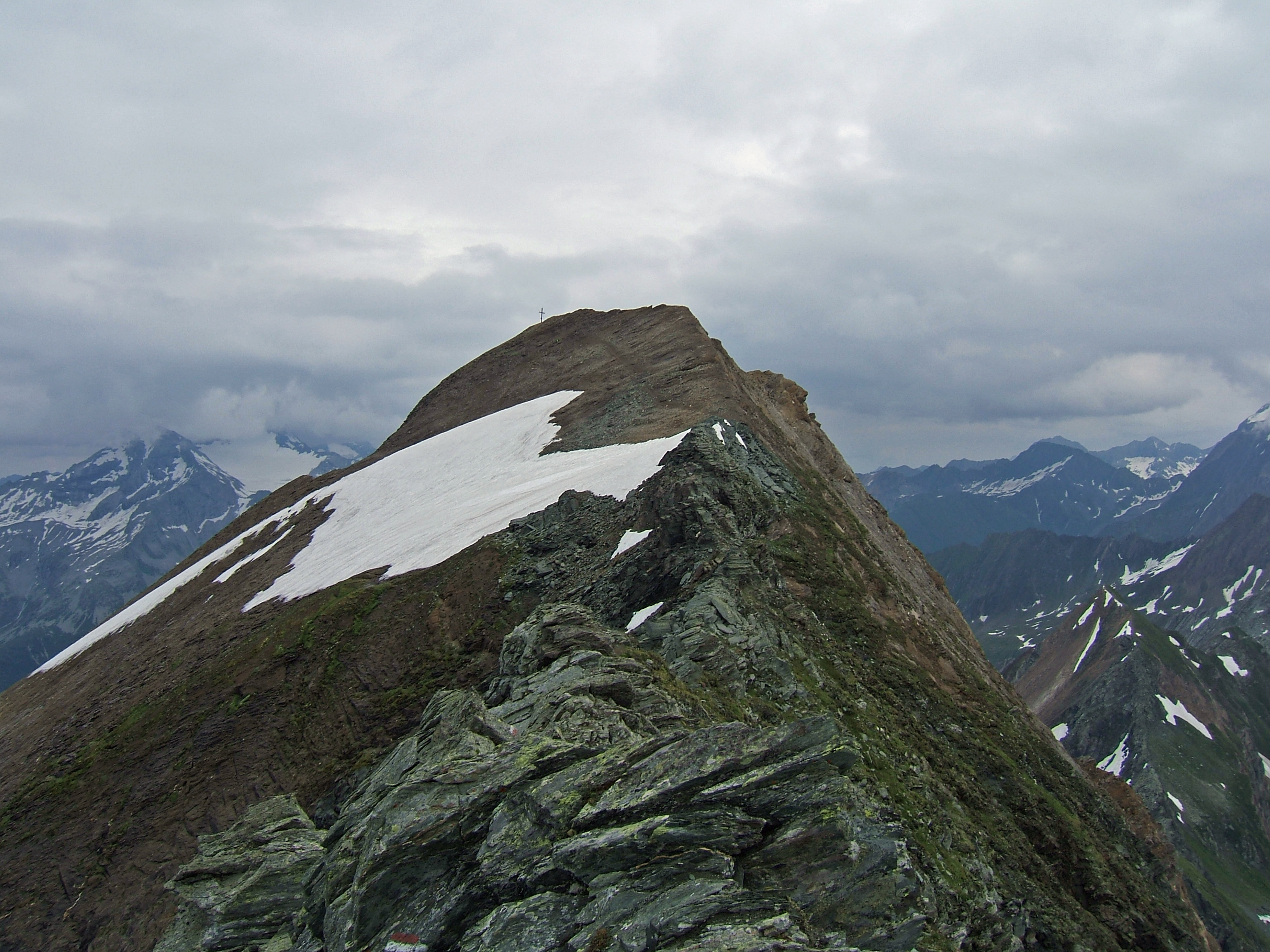

格拉布峰（義大利語：Cima Grava），是意大利的山峰，位於該國東北部，由博爾扎諾-南蒂羅爾自治省負責管轄，屬於齊勒塔爾阿爾卑斯山脈的一部分，海拔高度3,058米，每年平均降雨量1,579毫米。